# ECM Prague Open 2010
ECM Prague Open 2010 — тенісний турнір, що проходив на кортах з ґрунтовим покриттям. Це був 14-й за ліком ECM Prague Open. Належав до турнірів WTA International в рамках Туру WTA 2010. Відбувся в Празі (Чехія). Тривав з 12 до 18 липня 2010 року.

## Учасниця

### Сіяні учасниці
| Гравчиня                | Країна    | Рейтинг* | Сіяна |
| ----------------------- | --------- | -------- | ----- |
| Луціє Шафарова          | Чехія     | 25       | 1     |
| Александра Дулгеру      | Румунія   | 30       | 2     |
| Тімеа Бачинскі          | Швейцарія | 39       | 3     |
| Клара Закопалова        | Чехія     | 43       | 4     |
| Анабель Медіна Гаррігес | Іспанія   | 46       | 5     |
| Хісела Дулко            | Аргентина | 48       | 6     |
| Агнеш Савай             | Угорщина  | 49       | 7     |
| Барбора Стрицова        | Чехія     | 54       | 8     |

- Рейтинг подано станом на 05 липня 2010.

### Інші учасниці
Нижче подано учасниць, що отримали вайлд-кард на вихід в основну сітку
- Заріна Діяс
- Кароліна Плішкова
- Крістина Плішкова

Нижче наведено гравчинь, які пробились в основну сітку через стадію кваліфікації:
- Каталіна Кастаньйо
- Мервана Югич-Салкич
- Ксенія Первак
- Ліана Унгур

Гравчині, що потрапили в основну сітку як щасливий лузер:
- Ева Грдінова
- Таміра Пашек

## Переможниці та фіналістки

### Одиночний розряд
Агнеш Савай —  Барбора Стрицова, 6–2, 1–6, 6–2
- Для Савай це був другий титул за сезон і 5-й — за кар'єру.

### Парний розряд
Тімеа Бачинскі /  Татьяна Гарбін —  Моніка Нікулеску /  Агнеш Савай, 7–5, 7–6(4)